# Cabaña del Trient

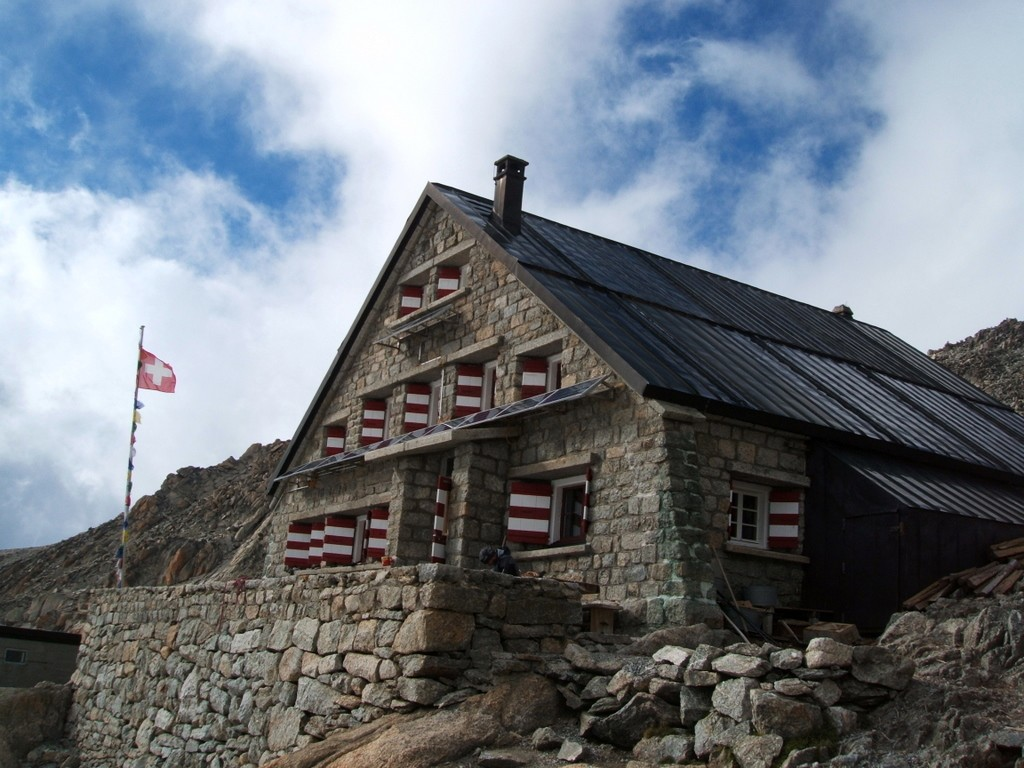
Cabaña del Trient

La Cabaña del Trient, Cabane du Trient en francés y Trienthütte en alemán, es una cabaña refugio del Club Alpino Suizo (SAC). Es punto de partida de rutas de alta montaña en Suiza. Está integrada en el Macizo del Mont Blanc. Para excursionistas experimentados es de fácil acceso a través de la estación de montaña de La Breya (y del telesilla de La Breya), la Cabaña de Orny y el Glaciar de Orny, normalmente partiendo de Orsières. Está ubicado sobre una roca sobre la llanada glaciar de Trient, y está a una altitud de 3170 msm, al pie del Pico de Orny (Pointe d'Orny en francés). 
La cabaña se construyó en 1933, sustituyendo a la Cabaña  Julien Dupuis, se inauguró en 1934, se amplió en 1975 y de nuevo en 2006. Tiene una capacidad de 130 plazas para dormir. Pertenece a la Sección Les Diablerets del Club Alpino Suizo.
La Cabaña del Trient es uno de los puntos de partida de la Haute Route.

## Posibles rutas
Travesías:
- Refugio de Argentière (Club Alpino Francés) hacia la Fenêtre de Saleina (Ventana de Saleina) y  el Col du Chardonnet. 2771 msm.
- Refugio Alberto Primero hacia el Col de Le Tour. 2702 msm.
- Cabaña de Saleina. 2693 msm.

Ascensiones:
- Aiguille d'Argentière - 3902 msm
- Aiguilles Dorées - 3519 msm
- Aiguille de Le Tour - 3542 msm
- Aiguille Purscheller - 3475 msm
- Pico de Orny - 3271 msm

## Enlaces
- Información sobre las cabañas

- Datos: Q429164
- Multimedia: Cabane du Trient / Q429164